# Jean-Daniel Akpa-Akpro
Jean-Daniel Akpa-Akpro (ur. 11 października 1992 w Tuluzie) – francuski piłkarz iworyjskiego pochodzenia, występujący na pozycji pomocnika,  reprezentant Wybrzeża Kości Słoniowej.

## Życiorys
Francuz pochodzi z Wybrzeża Kości Słoniowej. Jego brat Jean-Louis, również jest piłkarzem.

### Kariera klubowa
Akpa-Akpro zadebiutował w Ligue 1 z Toulouse FC w sezonie 2011-12. W pierwszym sezonie wystąpił w 13 meczach i zdobył 0 goli. W latach 2018–2020 występował we włoskim klubie US Salernitana 1919 z Serie B.
1 września 2020 podpisał kontrakt z włoskim zespołem S.S. Lazio z Serie A, umowa do 30 czerwca 2022.

### Kariera reprezentacyjna
W reprezentacji Wybrzeża Kości Słoniowej zadebiutował 31 maja 2014 na stadionie The Dome at America's Center (Saint Louis, Stany Zjednoczone) w przegranym 1:2 meczu towarzyskim przeciwko Bośni i Hercegowinie.

## Statystyki

### Klubowe
| Sezon   | Klub        | Kraj    | Rozgrywki | Mecze | Bramki | Rozgrywki Europy | Mecze | Bramki |
| ------- | ----------- | ------- | --------- | ----- | ------ | ---------------- | ----- | ------ |
| 2011/12 | Toulouse FC | Francja | Ligue 1   | 13    | 0      | -                | -     | -      |
| 2012/13 | Toulouse FC | Francja | Ligue 1   | 19    | 1      | -                | -     | -      |
| 2013/14 | Toulouse FC | Francja | Ligue 1   | 22    | 1      | -                | -     | -      |
| 2014/15 | Toulouse FC | Francja | Ligue 1   | 17    | 1      | -                | -     | -      |

Stan na: 14 grudzień 2014